# A Silent, within The Roar
『A Silent, within The Roar』（ア・サイレント・ウィズイン・ザ・ロアー）は、OLDCODEXの3枚目のオリジナルアルバム。2014年4月2日にLantisから発売された。
タイトルは咆哮の中の静寂を意味しており、MP3プレーヤーの曲のリストがアルファベット順のため、頭文字を「A」にすれば最初に掲載されることから付けたという。

## 背景
制作当初は楽曲にリスナーに対する想いを込めるのは彼らに迎合した作品になると考えていたため、それよりもOLDCODEXのカラーを反映したアルバムを作りたかったという。歌詞を書く際は、映画『スタンドバイミー』で電車が来ることに気付かず平然と線路を歩いている様子を思い浮かべながら行ったという。

## 音楽性
1曲目「reflection」は、YORKE.が絵を描く音とTa_2の声をブレンドした曲で、Ta_2がYORKE.をOLDCODEXに誘った3年程前から温めていたという。ちなみにレコーディング時は筆の音を録るのに苦労しており、YORKE.は歌詞を書く際ジョン・レノンがOLDCODEXを見た際の反応を思い浮かべていたという。
2曲目「Seek your turn 」は、キャッチーでアッパーチューン的な曲。
4曲目「Rage on」は、7thシングル曲であり、テレビアニメ『Free!』のオープニングテーマ。
5曲目「WALK」は、8thシングル曲であり、テレビアニメ『黒子のバスケ』第2期のエンディングテーマ。
6曲目「Landscape」は、明るいパンク調の曲。
10曲目「The Misfit Go」は、6thシングル曲であり、テレビアニメ『アラタカンガタリ〜革神語〜』のエンディングテーマ。
11曲目「How Affection」は、全曲唯一YORKE.自身が作詞・作曲を手掛けた曲。7thシングル「Rage on」のカップリングである「Now I am」が、YORKE.が作詞を先に完成させたことでTa_2自身非常に気に入ったため、今回も彼に作詞を依頼したという。YORKE.は当初作曲するつもりはなかったが、歌詞の制作中メロディが浮かんだため曲も書きたいと思ったという。

## リリース
2014年4月2日にLantisから発売された。OLDCODEXのオリジナルアルバムとしては前作『CONTRAST SILVER』から1年3か月ぶりのリリースとなる。
販売形態は、初回生産限定盤（LACA-35380）と通常盤（LACA-15380）の2種リリースで、初回限定盤には「Seek your turn」のPVとメイキングを収録したDVDが同梱されている。

## 収録内容
| 全作詞: YORKE.。 |                               |           |               |                  |      |
| #                | タイトル                      | 作詞      | 作曲          | 編曲             | 時間 |
| 1.               | 「reflection」                | YORKE.    | OLDCODEX      | OLDCODEX         | 0:32 |
| 2.               | 「Seek your turn」            | YORKE.    | 加藤肇        | 加藤肇           | 3:15 |
| 3.               | 「Frame in Flame」            | YORKE.    | やしきん、eba | eba              | 3:41 |
| 4.               | 「Rage on」                   | YORKE.    | Ta_2          | 下畑"Rio"良介    | 4:20 |
| 5.               | 「WALK」                      | YORKE.    | 加藤肇        | OLDCODEX、加藤肇 | 4:21 |
| 6.               | 「Landscape」                 | YORKE.    | 峰正典        | 峰正典           | 4:06 |
| 7.               | 「wire choir」                | YORKE.    | Ta_2          | 小山寿           | 4:07 |
| 8.               | 「optimistic negative thing」 | YORKE.    | eba           | eba              | 5:21 |
| 9.               | 「Backed out」                | YORKE.    | Gz            | Gz               | 3:32 |
| 10.              | 「The Misfit Go」             | YORKE.    | eba           | eba              | 3:43 |
| 11.              | 「How Affection」             | YORKE.    | YORKE.        | 峰正典           | 5:49 |
| 合計時間:        | 合計時間:                     | 合計時間: | 合計時間:     | 42:53            |      |

| #  | タイトル                                   | 作詞 | 作曲・編曲 |
| -- | ------------------------------------------ | ---- | ---------- |
| 1. | 「Seek your turn」(Music Video)            |      |            |
| 2. | 「Making of "Seek your turn" Music Video」 |      |            |

## チャート
| チャート（2014年）                                 | 最高位 |
| -------------------------------------------------- | ------ |
| オリコン                                           | 5      |
| Billboard JAPAN Top Albums                         | 5      |
| Billboard JAPAN Top Independent Albums and Singles | 1      |
| サウンドスキャンジャパン                           | 6      |